# Chelidonium nepalense
Chelidonium nepalense är en skalbaggsart som beskrevs av Hayashi 1976. Chelidonium nepalense ingår i släktet Chelidonium och familjen långhorningar.
Artens utbredningsområde är Nepal. Inga underarter finns listade i Catalogue of Life.